# Faustina rossmaessleri
Faustina rossmaessleri е вид коремоного от семейство Хелицидови (Helicidae).

## Разпространение
Видът е разпространен в Полша и Словакия.